# Просто із Комптона (фільм)
Просто з Комптона (англ. «Straight Outta Compton») — американський фільм в жанрі драми, прем'єра якого відбулася 11 серпня 2015 року у Лос-Анджелесі. Режисером фільму став Фелікс Ґері Ґрей. Сюжет стрічки розповідає про злет і падіння відомого американського хіп-хоп гурту з Комптону під назвою N.W.A, до складу якого входили Eazy-E, Dr. Dre, Ice Cube, MC Ren та DJ Yella. Назва фільму запозичена з однойменного дебютного альбому гурту, що вийшов у 1988-му році.
7 серпня 2015 року Dr. Dre випустив свій третій студійний альбом, деякі пісні якого були внесені до саундтреку фільму.

## Сюжет
У 1986 році у місті Комптон, штат Каліфорнія, місцеві друзі Андре Янг (Dr. Dre), Ерік Райт (Eazy-E), О'Ши Джексон (Ice Cube), Антуан Каррабі (DJ Yella) та Лоренцо Паттерсон (MC Ren) утворюють гурт N.W.A під заснованим Еріком лейблом Ruthless Records. Після успіху їх першого синглу, «Boyz-N-The-Hood» у виконанні Eazy-E, музичний продюсер Джеррі Геллер, побачивши потенціал музикантів, проводить переговори з ними, в результаті — Eazy-E наймає його як менеджера. Після одного з їхніх вечірніх шоу, лейбл Priority Records надає N.W.A ресурси на запис дебютного альбому, Straight Outta Compton. З цього моменту, тільки Eazy-E отримує контракт від Хеллера і Priority, в той час як решта групи все ще чекає на власні контракти.
Після виходу платівки «Straight Outta Compton», і подальшого її комерційного успіху, N.W.A їде в національне турне по США. У період проведення туру, група зіштовхнулася з великою кількістю протестів, спрямованих проти їхнього репертуару. Під час шоу в Детройті, масові демонстрації особливо загострюються після арешту реперів за виконання забороненої поліцією пісні «Fuck Tha Police». Незабаром, Ice Cube починає сумніватися в ефективності роботи Геллера і його відносин з Eazy-E. Обоє пояснюють йому, що контракти для решти гурту ще не готові. Нарешті, в ніч перед поверненням додому, Ice Cube зустрічається з Геллером, щоб оформити контракт. Але він вирішує не підписувати його, коли дізнається, що всі інші члени N.W.A зароблятимуть менше грошей, ніж Ерік, незважаючи на те, що кожен доклав однакової кількості зусиль аби гурт став успішним. Крім того, Ice Cube дізнається, що він був останнім, хто мав підписати контракт. Обурений цією новиною, Ice Cube покидає групу після туру і розпочинає власну кар'єру.
Невдовзі, Ice Cube випускає свій дебютний альбом «AmeriKKa's Most Wanted», який значно переважає «Straight Outta Compton» за популярністю. Заздрячи його успіху, N.W.A одразу ж записують міні-альбом«100 Miles & Runnin», в якому різко висловлюються в адресу Кюба, звинувачуючи його у виході з гурту. Обурений цим, Ice Cube, у відповідь, записує доволі жорсткий трек «No Vaseline», в якому він грубо висловлюється в адресу N.W.A та Геллера. Протягом цього часу, коли N.W.A готує до виходу свій другий альбом «Niggaz4Life», а репер The D.O.C. ледь не гине в автокатастрофі, Dr. Dre починає співпрацювати з Шуг Найтом. Шуг Найт намагається переконати Dre аби той покинув N.W.A і заснував з ним власний лейбл. Розуміючи, що Геллер намагається збільшити свій вплив на гурт, Dre зустрічається з Eazy-E аби вмовити його звільнити першого. Коли це не вдається, Dre покидає групу і засновує лейбл Death Row Records спільно з Шугом Найтом. Після цих подій, Шуг Найт та його люди нападають на Еріка, щоб змусити його анулювати контракт Dre з Ruthless Records. Незважаючи на агресивну поведінку і методи роботи Шуг Найта, Андре насолоджується творчою свободою, випускає свій дебютний альбом The Chronic і продюсує інших хіп-хоп зірок, таких як Snoop Dogg і 2Pac. Але пізніше, жорстокість Шуг Найта починає викликати у Dre сумніви щодо правильності свого вибору.
Тепер, без Dre і Кюба, у Еріка виникають підозри щодо роботи Геллера, оскільки з рахунку його лейблу раптово починають зникати гроші. Також у нього різко погіршується стан здоров'я, хоча сам продовжує ігнорувати прохання звернутися до лікаря. У клубі в Нью-Йорку в грудні 1994 року, Eazy-E зустрічається з Кюбом і каже йому що готовий знов зібрати N.W.A, тільки цього разу без Геллера. Повернувшись додому, Eazy-E дізнається, що Геллер дійсно привласнив гроші гурту і звільняє Джеррі. Пізніше Ерік дзвонить Dre аби сказати, що звільнив Геллера і хоче відродити N.W.A., Dre погоджується, і Yella, Ren та Eazy-E починають працювати над новим матеріалом. Під час однієї із сесій, Eazy-E втратив свідомість і був доставлений в лікарню, де у нього діагнозували ВІЛ. Під час лікування Еріка, кожен з членів гурту підтримували Eazy-E, до самої його смерті 26 березня 1995 року. Фільм завершується зустріччю Dr. Dre з Шуг Найтом, коли Dre сказав що йде з Death Row, аби заснувати власний лейбл Aftermath Entertainment.
Під час фінальних титрів демонструється хроніка Кюба і Dre. Кюб продовжує писати музику і стає, на додачу, успішним актором в таких фільмах як "Хлопці по сусідству", «П'ятниця», «Три ікси 2: Новий рівень», і «Проїхатись вздовж», а Dr. Dre заснував Aftermath Entertainment в 1996 році, де він продюсував таких виконавців як Емінема з Детройту та 50 Cent з Квінзу.

## У ролях
| Актор                 | Роль          |
| --------------------- | ------------- |
| О'Ши Джексон-молодший | Ice Cube      |
| Корі Гокінс           | Dr. Dre       |
| Джейсон Мітчелл       | Eazy-E        |
| Ніл Браун-молодший    | DJ Yella      |
| Елдіс Годж            | MC Ren        |
| Марлон Єтс-молодший   | The D.O.C.    |
| Пол Джаматті          | Джеррі Геллер |
| Лейкіт Стенфілд       | Snoop Dogg    |
| Р. Маркус Тейлор      | Шуг Найт      |
| Шелдон А. Сміт        | Warren G      |
| Рогеліо Дуглас        | Chuck D       |
| Марк Роуз             | Тупак Шакур   |
| Александра Шипп       | Кім           |
| Фелікс Ґері Ґрей      | діджей        |

## Процес виробництва

### Підґрунття
В березні 2009 було оголошено що зйомками фільму займатиметься New Line Cinema. У травні 2010 року було оголошено що Андреа Берлофф буде писати проект сценарію. У вересні 2011 Джон Сінґлтон заявив що:
|  | «Нині зарано говорити про матеріал, ще нічого не готово. Однак я і Ice Cube говорили про створення фільму, присвяченого історії N.W.A. Сценарій вийшов дійсно непоганий, ми задоволені. New Line Cinema дійсно хоче це зробити.» |

Також у вересні 2011 Фелікс Ґері Ґрей, Крейг Брюер і Пітер Берг вели переговори про продюсування фільму. У квітні 2012-го року було повідомлено що на роль режисера обрано Фелікса Ґері Ґрея, який до цього працював з Dr. Dre у фільмі «Виклик».

### Знімальний процес
5 серпня 2014 почалися зйомки фільму в місті Комптон, штат Каліфорнія. Через декілька днів після початку зйомок, на знімальну групу було скоєно замах озброєними невідомими. Під час зйомок однієї із сцен повз знімальну групу проїхала машина з невідомими, які відкрили вогонь. Ніхто з цивільних осіб не постраждав. Згодом була зроблена заява, що фільм, як і було заплановано раніше, буде зніматися в Комптоні.
8 лютого 2015 Universal Pictures випустила перший офіційний трейлер до фільму.

## Відгуки кінокритиків
Фільм отримав загалом схвальні оцінки від профільної преси. Оглядачі журналу Empire поставили стрічці чотири зірки з п'яти можливих, назвавши її «потужною історією життя в гетто, яка своїм художнім виконанням, немов важкими бітами, пробиває в саме нутро». Пітер Треверс з журналу Rolling Stone оцінив фільм у три з половиною зірки з чотирьох, похваливши гру акторів та роботу оператора Метью Лібатіка. На сайті популярного кіноагрегатору Rotten Tomatoes фільм набрав рейтинг у 90 % позитивних відгуків на основі 162-и рецензій та середній бал у 7.4/10. Глядацький рейтинг складає 94 % із середнью оцінкою 4.5/5 на основі 52030-и відгуків.
| Видання                | Оцінка |
| ---------------------- | ------ |
| allmovie.com           | 3.5/5  |
| Rolling Stone          | 3.5/4  |
| Empire                 | 4/5    |
| Total Film             | 60/100 |
| The Hollywood Reporter | 70/100 |
| Time                   | 70/100 |
| Washington Post        | 75/100 |
| Entertaiment Weekly    | 83/100 |
| New York Post          | 88/100 |
| Variety                | 90/100 |

## Визнання
| Нагороди та номінації фільму «Просто із Комптона» | Нагороди та номінації фільму «Просто із Комптона» | Нагороди та номінації фільму «Просто із Комптона» | Нагороди та номінації фільму «Просто із Комптона» | Нагороди та номінації фільму «Просто із Комптона» | Нагороди та номінації фільму «Просто із Комптона» |
| Рік                                               | Нагорода                                          | Категорія                                         | Номінант                                          | Результат                                         | Дж                                                |
| ------------------------------------------------- | ------------------------------------------------- | ------------------------------------------------- | ------------------------------------------------- | ------------------------------------------------- | ------------------------------------------------- |
| 2016                                              | 88-а церемонія вручення нагороди «Оскар»          | Найкращий оригінальний сценарій                   | Джонатан Герман, Андреа Берлофф                   | Номінація                                         | [ 1 ]                                             |